# 잿빛배두나트
잿빛배두나트 또는 회색배두나트(Sminthopsis griseoventer)는 주머니고양이과에 속하는 두나트 유대류의 일종이다. 1984년 키치너(Kitchener)와 스토다드(Stoddart), 헨리(Henry)가 함께 기술했으며, 캥거루섬두나트와 길버트두나트, 작은긴꼬리두나트도 같은 사람들이 기술했다, 이들은 1983년에 말리닝가우이도 기술했다.
표본의 평균 몸길이는 130~192mm로 다양하며, 꼬리 길이는 65~98mm이고 몸에서 항문까지 길이는 65~95mm이다. 길이 17~18mm의 올리브회색을 띠는 귀를 갖고 있다. 뒷발 길이는 평균 16~17mm이다. 몸무게는 15~25g 사이로 다양하다.

## 분포 및 서식지
웨스턴오스트레일리아 주의 남서 해안 가장자리와 관련 분포 지역에서 발견된다. 서식지는 북쪽부터 남쪽까지 그리고 서쪽까지의 게어드너 산맥부터 케이프건조지대 국립공원까지로 해안가부터 내륙까지 좀처럼 100km를 넘지 않는다.
2003년 12월, 환경유산부 생물학 조사를 통해 에이레 반도의 힝크스 및 보스콤 광천 보전 공원에서 일군의 개체군을 발견되었다. 서식지는 히스 숲과 삼림, 멜랄레우카 습지 등이다.
아종은 알려져 있지 않다.

## 습성 및 번식
야행성 동물로 식물 깔짚이나 굴에서 서식한다. 몇 센티미터 땅 아래 둥지에서 번식을 하며, 불랑제 섬에서는 8월에 새끼를 낳고 기타 지역에서는 10월에 낳는다. 한 번에 한 마리를 낳는다.

## 먹이
잿빛두나트는 야행성, 잡식성 유대류로 곤충과 작은 포유류, 파충류 그리고 양서류와 부드러운 열매를 먹는다.